# Igor Cvitanović
Igor Cvitanović (* 1. listopad 1970) je bývalý chorvatský fotbalista a reprezentant.

## Reprezentační kariéra
Igor Cvitanović odehrál 29 reprezentačních utkání. S chorvatskou reprezentací se zúčastnil Mistrovství Evropy 1996 v Anglii.

## Statistiky
| Chorvatsko | Chorvatsko | Chorvatsko |
| Roky       | Záp.       | Góly       |
| ---------- | ---------- | ---------- |
| 1992       | 1          | 0          |
| 1993       | 0          | 0          |
| 1994       | 5          | 2          |
| 1995       | 0          | 0          |
| 1996       | 7          | 1          |
| 1997       | 7          | 0          |
| 1998       | 1          | 0          |
| 1999       | 6          | 1          |
| 2000       | 1          | 0          |
| 2001       | 1          | 0          |
| Celkem     | 29         | 4          |